# 대한민국 제18대 국회의원 선거
대한민국 제18대 국회의원 선거는 2008년 4월 9일 수요일에 실시된 대한민국의 국회의원 선거이다. 선출 의석 수는 299석으로 지역구가 245석, 비례대표가 54석이다. 선거는 이명박 대통령 취임 이후 집권 2개월 차에 치러졌으며, 선거 결과 여당인 한나라당이 과반을 차지했으며 제1야당 통합민주당은 참패하였다.
한나라당이 153석을 얻었다. 이어 통합민주당이 81석, 자유선진당이 18석, 친박연대가 14석, 민주노동당, 5석, 창조한국당 3석, 무소속 25석으로 나타났다.
제18대 국회의원으로 뽑힌 당선자들의 임기는 4년으로, 2008년 5월 30일부터 2012년 5월 29일까지이다.

## 주요일정
| 날짜                           | 실시사항                                             | 기준일                    |
| ------------------------------ | ---------------------------------------------------- | ------------------------- |
| 2007년 12월 11일(화)           | 예비후보자 등록                                      | 선거일전 120일부터        |
| 2008년 3월 21일(금) ~ 25일(화) | 선거인명부 작성, 부재자신고 및 부재자신고인명부 작성 | 선거일전 19일부터 5일이내 |
| 2008년 3월 25일(화) ~ 26일(수) | 후보자등록 신청 (오전9시 ~ 오후5시)                  | 선거일전 15일부터 2일간   |
| 2008년 4월 3일(목) ~ 4일(금)   | 부재자투표소 투표                                    | 선거일전 6일부터 2일간    |
| 2008년 4월 9일(수)             | 투표 (오전6시 ~ 오후6시)                             | 선거일                    |

2008년 1월 18일 제18대 총선 선거구획정위원회가 출범하였다.
선거구획정위원은 학계, 법조계, 언론계, 시민단체 인사를 대상으로 대통합민주신당과 한나라당이 각각 4명, 국회의장 2명, 중앙선관위가 1명을 추천했다. 11명의 위원은 다음과 같다. 박병섭(위원장, 상지대 부총장), 김만흠(한국정치아카데미 원장), 제성호(중앙대 법학과 교수), 김태봉(광주YMCA 원장), 민경식(변호사), 김당(오마이뉴스 정치부장), 이재호(동아일보 논설위원실장), 손혁재(참여연대 정책자문부위원장), 이종수(경제정의실천시민연합 상임집행위원장), 정강자(국가인권위 상임위원), 이훈상(한국선거협회 이사장)
- 대한민국 국회의원 지역선거구 목록

2008년 2월 21일 국회 정치관계법 특위는 국회의원 지역구를 2곳 늘리고 비례대표를 2석 줄여 의원 정수를 현행대로 299명으로 유지하는 선거구 획정안을 확정했다.
변경되는 지역구로는 경기 용인시 갑·을 선거구가 용인시 기흥구·수지구·처인구 선거구로, 경기 화성시 선거구가 화성시 갑·을 선거구로, 광주 광산구 선거구가 광산구 갑·을 선거구로 분구되고, 전남 광양시 등 13개 시·군의 6개 선거구가 함평군·영광군·장성군 선거구, 담양군·곡성군·구례군 선거구, 광양시 선거구, 해남군·진도군·완도군 선거구, 장흥군·영암군·강진군 선거구의 5개 선거구로 조정된다.
2006년 7월 1일에 출범한 제주특별자치도는 제주시ㆍ북제주군갑/을,서귀포시ㆍ남제주군은 제주시갑,제주시을,서귀포시으로 선거구 명칭이 변경된다.

### 후보자 등록
| 기호        | 정당           |
| 1           | 통합민주당     |
| 2           | 한나라당       |
| 3           | 자유선진당     |
| 4           | 민주노동당     |
| 5           | 창조한국당     |
| 변 동 기 호 | 친박연대       |
| 변 동 기 호 | 구국참사람연합 |
| 변 동 기 호 | 국민실향안보당 |
| 변 동 기 호 | 기독당         |
| 변 동 기 호 | 직능연합당     |
| 변 동 기 호 | 진보신당       |
| 변 동 기 호 | 통일당         |
| 변 동 기 호 | 평화통일가정당 |
| ----------- | -------------- |

| 기호 | 정당           |
| 1    | 통합민주당     |
| 2    | 한나라당       |
| 3    | 자유선진당     |
| 4    | 민주노동당     |
| 5    | 창조한국당     |
| 6    | 친박연대       |
| 7    | 국민실향안보당 |
| 8    | 기독당         |
| 9    | 문화예술당     |
| 10   | 시민당         |
| 11   | 신미래당       |
| 12   | 직능연합당     |
| 13   | 진보신당       |
| 14   | 평화통일가정당 |
| 15   | 한국사회당     |
| ---- | -------------- |

- 지역구 후보 중 공통기호 정당(통합민주당, 한나라당, 자유선진당, 민주노동당, 창조한국당) 이외의 정당 소속이거나 무소속인 후보는 기호 6번부터 배정되는데, 국회에 의석이 있는정당이 앞번호이고, 의석이 없는 정당인 경우 대상 후보자 중 정당에 소속된 후보자는 정당 이름 순서대로 앞번호를 배정하고, 그 다음 무소속 후보자를 후보자 성명 순서대로 배정한다.

공통기호 비대상 중 국회의원이 있는 정당은 친박연대 뿐이어서 친박연대는 출마 지역에서는 항상 기호6번이 되었다. (아닌 경우 다른정당이 기호 6번이 되었다.)
평화통일가정당은 전 지역에서 공천했기 때문에 무소속이 기호 6번인 선거구는 존재하지 않았다.

## 선거 개요
이번 18대 국회의원 선거는 총선 4개월 전에 치른 17대 대선에서 10년만에 보수세력의 정권교체를 하고 승리한 한나라당 이명박 정부의 출범 2개월 되는 이명박 정부에 대한 첫 평가전이자 국회의원 선거이다.

## 정당별 사정
선거관리위원회는 2008년 3월 26일 전체회의에서 통합민주당이 1번, 한나라당 2번, 자유선진당 3번, 민주노동당 4번, 창조한국당 5번 순으로 18대 총선에서 사용하게 될 공통기호를 부여하였다. 6번부터는 친박연대, 구국참사람연합, 국민실향안보당, 기독당, 직능연합당, 진보신당, 통일당, 평화통일가정당, 무소속 순으로 순차적으로 부여한다.
- 기호 5번은 3석을 가진 친박연대가 아니라 1석을 가진 창조한국당이 받았는데, 2007년 대통령 선거에서 문국현이 출마하여 약 5.8%의 득표를 한 창조한국당이 직전 선거에서 3% 이상 득표한 경우에 해당되어 공통기호 우선 배정 대상으로 지정되었기 때문이다. 직전 선거에서 3% 이상 득표한 경우에 해당되지 않더라도 지역구 의석이 5석 이상 있다면 공통기호를 우선적으로 배분받을 수 있었으나 후보 등록 마감 시점까지 친박연대에서 현역 의원의 추가 영입이 이루어지지 않아 5번이 아닌 6번을 받게 되었다.

### 통합민주당
통합민주당은 총 245개 선거구 중 197곳의 공천을 마무리했다. 지역별로 서울, 광주광역시, 대전, 강원, 전북, 전남, 제주의 선거구에만 전수 공천하였다. 서울에서 48석 가운데 겨우 7석만 차지했는데, 이는 1996년 15대 총선 이후 민주당계 정당에 있어서 최악의 대참패로 기록된다. 특히 한나라당의 서울 뉴타운 정책으로 인해 기존 텃밭이던 서울 강북권에서 엄청난 타격을 받았다.
그나마 충청권에서 당시 세종시 바람을 타고 충북 6석을 차지하며 1당이 되었고, 대전 1석, 충남 1석, 강원, 영남권에서 각 2석을 차지했으며, 제주도를 모두 석권한 것이 위안 아닌 위안이었다.
당초 개헌 저지선에 해당하는 100석으로 목표를 세웠는데 이에 19석 부족한 81석을 차지했다. 진보 성향의 무소속 의원을 영입해도 100석에 도달하는 데에는 한계가 있었던 흑역사를 기록한 선거였다. 계파로도 친노, 김근태계 등 진보·개혁 인사들보다 손학규계, 김한길계 등 당내 중도·보수 인사들이 많이 당선되어 당시 MB 정부에 제대로 된 견제를 할 수 있겠냐는 우려가 나오기도 했다.

### 한나라당
한나라당 공심위가 2008년 3월 16일 전국 지역구 공천 후보자들을 모두 확정지은 가운데 이번 공천에 지원한 현역 의원중 50명이 탈락하였다. 공천탈락 의원은 지역구에서 42명, 비례대표 의원이 8명을 차지했다. 현역 의원 128명중 50명이 교체되면서 18대 총선에서 한나라당의 현역의원 교체율은 39%로 나타나, 2004년 17대 총선의 현역 의원 교체율 36.4%, 2000년 16대 총선이 31%와 비교하면 가장 높은 교체율이다.
선거 결과, 과반을 약간 넘긴 153석을 얻어 여대야소 구도를 형성하며 승리했다. 전통적으로 약세를 보이던 수도권에서도 승리했고, 서울특별시에서는 무려 40석을 차지했는데 특히 MB 정부가 내건 수도권 뉴타운 열풍에 힘입어 열세 지역이던 강북권에서도 압승했다.
하지만, 민주당계의 지지율이 높은 호남과 제주도에서는 단 한 석도 얻지 못했으며, 충청도에서는 제천시·단양군의 송광호만 당선되었을 뿐 나머지 지역구는 통합민주당과 자유선진당에게 내줘 속쓰린 지점이 되었다. 그래도 보수 성향의 무소속 의원을 영입해 이후 MB 정부의 국정 운영에도 탄력을 주려 했으나, 얼마 안가 터진 광우병 사태와 세계금융위기 영향으로 인한 뉴타운 공약 무더기 취소 등 힘든 나날을 보내게 된다.

### 자유선진당
자유선진당은 충청지역정당이란 컨셉으로 국민중심당의 지지율이 높은 충청남도와 대전의 16개 지역구 중 13개 지역구(대전 5, 충남 8)에서 당선자를 배출했으며, 충남-대전 이외의 지역구에서 당선된 사람은 충북 보은·옥천·영동의 이용희가 유일하다. 정당 전체 득표는 6.9%의 지지를 얻어 4명의 비례대표가 당선되었다.

### 민주노동당
민주노동당은 일심회 사건과 그 처리 등을 두고 일어난 갈등으로 당내 민중민주(PD) 세력들이 집단 탈당 후 진보신당을 세우면서 당의 세력이 급격히 약화되었다. 그런 상태에서 치른 총선임에도 불구하고, 경남 사천에서 여론조사에서 항상 한나라당 이방호 후보에게 뒤지던 강기갑 후보가 180여표차의 극적인 승리를 거두고 권영길 후보가 지역구인 창원을 수성하였다. 그러나 기존의 민주노동당 텃밭으로 여겨지던 울산 지역 등에서는 모든 후보가 낙선하면서 총 2석을 챙겼다. 그리고 정당득표율에는 5.7%를 득표함으로써 비례대표의원 3명을 당선시켰다.

### 창조한국당
창조한국당은 당 대표인 문국현 후보가 서울 은평을에서 한나라당 이재오 후보를 꺾고 52.02%의 득표율로 당선되었지만, 서울 은평 을 이외 지역에서는 당선자를 배출하지 못했다. 정당 득표율은 3.8%로, 2명의 비례대표가 당선되었다.

### 친박연대
18대 총선 한나라당 후보 공천 과정에서 탈락한 친박 인사들이 MB 정권의 공천 학살을 당했다고 주장하며 당시 친이계를 비판하고 집단 탈당하여 만든 신당이다. 허나 완전히 새로운 신당을 창당하기에는 시간적인 여유가 없어 대선 이후 방치되어 있던 미래한국당에 서청원, 홍사덕 등 한나라당에서 탈당한 친박 정치인들이 대거 입당하였고, 이후 총선에서 정체성을 드러내기 위해 당명을 친박연대로 변경하였다. 총선 결과, 미래 권력이던 박근혜에 대한 지지층이 결집해 13%의 정당지지를 얻고, 지역구에서도 TK 지역을 중심으로 몇석 획득하며 상당한 성과를 거두었다.

### 진보신당
진보신당은 당 공동대표였던 심상정, 노회찬 후보의 당선을 위해 전력투구했으나, 두 후보 모두 낙선하였으며 나머지 지역구 역시 아무도 당선되지 못했다. 정당 비례대표에서도 의석 배분 기준 득표율인 3%에 약간 못 미치는 2.9%를 기록함으로써 국회의원 당선자 배출에 실패했다.

### 기타 정당
평화통일가정당은 모든 지역구에 후보 공천을 하였으나, 단 한석의 의석도 확보하지 못했다.

### 친박 무소속 연대
한나라당 공천에 탈락한 친박계 의원 중 친박연대에 합류하지 않은 의원들은 김무성을 중심으로 무소속으로 출마하고 '친박 무소속 연대'를 구성하였다. 선관위의 결정에 따라 '친박 무소속 연대'라는 표기를 사용할 수 있게 되어 이를 표기하였다. 친박연대와도 선거 연대를 하며 유세를 하였다.

## 여론 조사
선거 전 각종 미디어에서 실시한 여론조사 결과 한나라당의 과반 의석 확보가 확실시 되었고, 집권 여당의 견제를 주장했던 통합민주당은 손학규 등 주요 인사들의 당선도 불투명한 것으로 나타났다.
이러한 여론조사 결과들은 실제 선거에서도 고스란히 반영돼 손학규, 정동영, 김근태 등 통합민주당의 지도부 주요 인사들은 선거에서 낙선하였다.
그러나 당초 한나라당의 비례대표 의석 확보가 30석 이상에 이를 것이라는 MBC와 KBS의 총선 당일 출구조사 결과와 달리, 예상을 뒤엎고 많은 비례대표 표가 친박연대로 옮겨가면서 22석에 그쳤다.

## 투표율
제18대 총선은 궂은 날씨와 젊은 유권자층의 투표에 대한 무관심 등의 영향으로 대한민국 정규 총선거 뿐 아니라 대선과 지방선거를 포함한 역대 전국 동시 선거 가운데 역사상 가장 낮은 투표율을 보였다.
- 전국 투표율 : 46.1% (17대 총선 60.6%)
- 투표자 수 17,415,667명 / 유권자 수 37,796,035명

|        | 서울   | 부산   | 대구   | 인천   | 광주   | 대전   | 울산   | 경기   | 강원   | 충북   | 충남   | 전북   | 전남   | 경북   | 경남   | 제주   |
| ------ | ------ | ------ | ------ | ------ | ------ | ------ | ------ | ------ | ------ | ------ | ------ | ------ | ------ | ------ | ------ | ------ |
| 제18대 | 45.8 % | 42.9 % | 45.1 % | 42.5 % | 42.4 % | 45.3 % | 45.8 % | 43.7 % | 51.5 % | 49.3 % | 48.2 % | 47.5 % | 50.0 % | 53.1 % | 48.3 % | 53.5 % |
| 제17대 | 62.2 % | 61.9 % | 59.3 % | 57.4 % | 60.2 % | 58.9 % | 62.0 % | 59.7 % | 59.7 % | 58.2 % | 56.0 % | 61.2 % | 63.4 % | 61.5 % | 62.3 % | 61.1 % |

## 선거 결과
| ↓          |            |            |        |            |          |          |  |
| 5          | 81         | 3          | 25     | 18         | 153      | 14       |  |
| 민주노동당 | 통합민주당 | 창조한국당 | 무소속 | 자유선진당 | 한나라당 | 친박연대 |  |

정당별 의석 비율
정당별 비례대표 득표율
| 정당       | 지역구 | 비례대표 | 합계 |
| ---------- | ------ | -------- | ---- |
| 통합민주당 | 66     | 15       | 81   |
| 한나라당   | 131    | 22       | 153  |
| 자유선진당 | 14     | 4        | 18   |
| 민주노동당 | 2      | 3        | 5    |
| 창조한국당 | 1      | 2        | 3    |
| 친박연대   | 6      | 8        | 14   |
| 무소속     | 25     | ―        | 25   |
| 합계       | 245    | 54       | 299  |

### 지역별 지역구 의석 분포
|      | 민주 | 한나라 | 자유선진 | 민노 | 창조한국 | 친박연대 | 무소속 | 합 계 |
| ---- | ---- | ------ | -------- | ---- | -------- | -------- | ------ | ----- |
| 서울 | 7    | 40     |          |      | 1        |          |        | 48    |
| 부산 | 1    | 11     |          |      |          | 1        | 5      | 18    |
| 대구 |      | 8      |          |      |          | 3        | 1      | 12    |
| 인천 | 2    | 9      |          |      |          |          | 1      | 12    |
| 광주 | 7    |        |          |      |          |          | 1      | 8     |
| 대전 | 1    |        | 5        |      |          |          |        | 6     |
| 울산 |      | 5      |          |      |          |          | 1      | 6     |
| 경기 | 17   | 32     |          |      |          | 1        | 1      | 51    |
| 강원 | 2    | 3      |          |      |          |          | 3      | 8     |
| 충북 | 6    | 1      | 1        |      |          |          |        | 8     |
| 충남 | 1    |        | 8        |      |          |          | 1      | 10    |
| 전북 | 9    |        |          |      |          |          | 2      | 11    |
| 전남 | 9    |        |          |      |          |          | 3      | 12    |
| 경북 |      | 9      |          |      |          | 1        | 5      | 15    |
| 경남 | 1    | 13     |          | 2    |          |          | 1      | 17    |
| 제주 | 3    |        |          |      |          |          |        | 3     |
| 합계 | 66   | 131    | 14       | 2    | 1        | 7        | 25     | 245   |

### 지역구 득표 결과
| 기호        | 정당           | 득표수     | 득표율  | 당선인 | 비고     |
| ----------- | -------------- | ---------- | ------- | ------ | -------- |
| 1           | 통합민주당     | 4,977,508  | 28.92%  | 66     |          |
| 2           | 한나라당       | 7,487,776  | 43.45%  | 131    |          |
| 3           | 자유선진당     | 984,751    | 5.72%   | 14     |          |
| 4           | 민주노동당     | 583,665    | 3.39%   | 2      |          |
| 5           | 창조한국당     | 72,803     | 0.42%   | 1      |          |
| 변 동 기 호 | 친박연대       | 628,179    | 3.70%   | 6      |          |
| 변 동 기 호 | 구국참사람연합 | 513        | 0.003%  |        | 등록취소 |
| 변 동 기 호 | 국민실향안보당 | 1,130      | 0.01%   |        | 등록취소 |
| 변 동 기 호 | 기독사랑실천당 | 3,720      | 0.02%   |        |          |
| 변 동 기 호 | 직능연합당     | 881        | 0.01%   |        | 등록취소 |
| 변 동 기 호 | 진보신당       | 229,500    | 1.33%   |        |          |
| 변 동 기 호 | 통일당         | 51         | 0.0003% |        | 등록취소 |
| 변 동 기 호 | 평화통일가정당 | 334,715    | 1.94%   |        | 등록취소 |
| 변 동 기 호 | 무소속         | 1,907,326  | 11.08%  | 25     |          |
| 총합        | 총합           | 17,203,518 |         | 245    |          |

### 비례대표 득표 결과
|  | 37.48% |

|  | 25.17% |

|  | 13.18% |

|  | 6.84% |

|  | 5.68% |

|  | 3.80% |

|  | 2.94% |

|  | 2.59% |

|  | 1.05% |

|  | 0.56% |

|  | 0.20% |

|  | 0.19% |

|  | 0.10% |

|  | 0.09% |

|  | 0.07% |

#### 지역별 비례대표 득표
| 지역 | 통합민주당         | 한나라당           | 자유선진당        | 민주노동당      | 창조한국당      | 친박연대           | 진보신당        | 기타              | 합계       |
| ---- | ------------------ | ------------------ | ----------------- | --------------- | --------------- | ------------------ | --------------- | ----------------- | ---------- |
| 서울 | 1,037,469          | 1,473,477          | 175,731           | 138,751         | 169,787         | 382,814            | 148,363         |                   | 3,663,382  |
| 인천 | 207,480            | 335,252            | 51,609            | 48,937          | 37,007          | 91,792             | 26,912          |                   | 844,808    |
| 경기 | 944,421            | 1,465,283          | 169,682           | 171,974         | 157,101         | 409,894            | 116,386         |                   | 3,580,676  |
| 강원 | 109,108            | 266,768            | 37,168            | 34,841          | 21,455          | 72,078             | 13,199          |                   | 586,007    |
| 대전 | 91,777             | 122,220            | 169,358           | 19,109          | 18,051          | 42,670             | 9,944           |                   | 493,069    |
| 충남 | 98,045             | 196,418            | 273,564           | 34,052          | 18,392          | 52,283             | 12,411          |                   | 724,061    |
| 충북 | 133,199            | 189,681            | 76,521            | 31,717          | 18,717          | 68,800             | 10,981          |                   | 557,575    |
| 광주 | 304,789            | 25,551             | 4,048             | 40,550          | 16,917          | 5,595              | 11,151          |                   | 432,950    |
| 전남 | 486,790            | 46,256             | 7,721             | 73,414          | 16,805          | 12,884             | 11,626          |                   | 727,749    |
| 전북 | 424,663            | 61,091             | 10,847            | 49,047          | 19,335          | 15,493             | 16,148          |                   | 660,398    |
| 부산 | 152,494            | 521,286            | 62,238            | 63,243          | 45,136          | 270,393            | 33,211          |                   | 1,197,774  |
| 울산 | 34,295             | 157,453            | 12,382            | 52,308          | 12,799          | 68,728             | 16,398          |                   | 367,313    |
| 경남 | 120,889            | 517,675            | 48,700            | 122,089         | 39,335          | 206,373            | 34,190          |                   | 1,149,379  |
| 대구 | 41,649             | 393,558            | 33,437            | 27,366          | 24,621          | 276,790            | 19,417          |                   | 845,190    |
| 경북 | 60,857             | 579,285            | 31,385            | 44,329          | 25,521          | 255,422            | 19,067          |                   | 1,083,760  |
| 제주 | 65,720             | 70,473             | 9,072             | 21,718          | 11,014          | 26,741             | 5,062           |                   | 217,446    |
| 전국 | 4,313,645 (25.17%) | 6,421,727 (37.48%) | 1,173,463 (6.84%) | 973,445 (5.68%) | 651,993 (3.80%) | 2,258,750 (13.18%) | 504,466 (2.94%) | 1,486,041 (4.91%) | 17,131,537 |

### 선거 통계
- 다선 당선자: 7선 조순형(자유선진당, 비례대표)[15][16]
- 초선 당선자: 133명
- 최고령 당선자 : 78세(1931년생) 이용희(자유선진당, 보은군·옥천군·영동군)
- 최연소 당선자: 32세(1977년생) 양정례(친박연대, 비례대표)
- 최소 득표차 당선자 : 129표 차 신영수(한나라당, 성남시 수정구)
- 최다 득표 당선자: 74,481표 최경환(한나라당, 경산시·청도군)
- 최소 득표 당선자: 14,980표 홍장표(친박연대, 안산시 상록구 을)
- 최다 득표율 당선자: 88.74% 박주선(통합민주당, 광주 동구)
- 최소 득표율 당선자: 27.67% 이인제(무소속, 논산시·계룡시·금산군)
- 등록 취소 정당(정당 득표율 2% 미만, 2008년 4월 15일 정당 등록 취소): 평화통일가정당, 국민실향안보당, 직능연합당, 구국참사랑연합, 통일한국당, 문화예술당, 시민당, 신미래당, 한국사회당

## 당선자

### 지역구
한나라당 
 통합민주당 
 자유선진당 
 친박연대 
 민주노동당 
 창조한국당 
 무소속 

| 시·도          | 선거구 / 당선자      | 선거구 / 당선자             | 선거구 / 당선자             | 선거구 / 당선자             |
| 서울특별시     | 종로구               | 중구                        | 용산구                      | 성동구 갑                   |
| -------------- | -------------------- | --------------------------- | --------------------------- | --------------------------- |
| 서울특별시     | 박진                 | 나경원                      | 진영                        | 진수희                      |
| 서울특별시     |                      |                             |                             |                             |
| 서울특별시     | 성동구 을            | 광진구 갑                   | 광진구 을                   | 동대문구 갑                 |
| 서울특별시     | 김동성               | 권택기                      | 추미애                      | 장광근                      |
| 서울특별시     |                      |                             |                             |                             |
| 서울특별시     | 동대문구 을          | 중랑구 갑                   | 중랑구 을                   | 성북구 갑                   |
| 서울특별시     | 홍준표               | 유정현                      | 진성호                      | 정태근                      |
| 서울특별시     |                      |                             |                             |                             |
| 서울특별시     | 성북구 을            | 강북구 갑                   | 강북구 을                   | 도봉구 갑                   |
| 서울특별시     | 김효재               | 정양석                      | 최규식                      | 신지호                      |
| 서울특별시     |                      |                             |                             |                             |
| 서울특별시     | 도봉구 을            | 노원구 갑                   | 노원구 을                   | 노원구 병                   |
| 서울특별시     | 김선동               | 현경병                      | 권영진                      | 홍정욱                      |
| 서울특별시     |                      |                             |                             |                             |
| 서울특별시     | 은평구 갑            | 은평구 을                   | 서대문구 갑                 | 서대문구 을                 |
| 서울특별시     | 이미경               | 문국현                      | 이성헌                      | 정두언                      |
| 서울특별시     |                      |                             |                             |                             |
| 서울특별시     | 마포구 갑            | 마포구 을                   | 양천구 갑                   | 양천구 을                   |
| 서울특별시     | 강승규               | 강용석                      | 원희룡                      | 김용태                      |
| 서울특별시     |                      |                             |                             |                             |
| 서울특별시     | 강서구 갑            | 강서구 을                   | 구로구 갑                   | 구로구 을                   |
| 서울특별시     | 구상찬               | 김성태                      | 이범래                      | 박영선                      |
| 서울특별시     |                      |                             |                             |                             |
| 서울특별시     | 금천구               | 영등포구 갑                 | 영등포구 을                 | 동작구 갑                   |
| 서울특별시     | 안형환               | 전여옥                      | 권영세                      | 전병헌                      |
| 서울특별시     |                      |                             |                             |                             |
| 서울특별시     | 동작구 을            | 관악구 갑                   | 관악구 을                   | 서초구 갑                   |
| 서울특별시     | 정몽준               | 김성식                      | 김희철                      | 이혜훈                      |
| 서울특별시     |                      |                             |                             |                             |
| 서울특별시     | 서초구 을            | 강남구 갑                   | 강남구 을                   | 송파구 갑                   |
| 서울특별시     | 고승덕               | 이종구                      | 공성진                      | 박영아                      |
| 서울특별시     |                      |                             |                             |                             |
| 서울특별시     | 송파구 을            | 송파구 병                   | 강동구 갑                   | 강동구 을                   |
| 서울특별시     | 유일호               | 김성순                      | 김충환                      | 윤석용                      |
| 서울특별시     |                      |                             |                             |                             |
| 부산광역시     | 중구·동구            | 서구                        | 영도구                      | 부산진구 갑                 |
| 부산광역시     | 정의화               | 유기준                      | 김형오                      | 허원제                      |
| 부산광역시     |                      |                             |                             |                             |
| 부산광역시     | 부산진구 을          | 동래구                      | 남구 갑                     | 남구 을                     |
| 부산광역시     | 이종혁               | 이진복                      | 김정훈                      | 김무성                      |
| 부산광역시     |                      |                             |                             |                             |
| 부산광역시     | 북구·강서구 갑       | 북구·강서구 을              | 해운대구·기장군 갑          | 해운대구·기장군 을          |
| 부산광역시     | 박민식               | 허태열                      | 서병수                      | 안경률                      |
| 부산광역시     |                      |                             |                             |                             |
| 부산광역시     | 사하구 갑            | 사하구 을                   | 금정구                      | 연제구                      |
| 부산광역시     | 현기환               | 조경태                      | 김세연                      | 박대해                      |
| 부산광역시     |                      |                             |                             |                             |
| 부산광역시     | 수영구               | 사상구                      |                             |                             |
| 부산광역시     | 유재중               | 장제원                      |                             |                             |
| 부산광역시     |                      |                             |                             |                             |
| 대구광역시     | 중구·남구            | 동구 갑                     | 동구 을                     | 서구                        |
| 대구광역시     | 배영식               | 주성영                      | 유승민                      | 홍사덕                      |
| 대구광역시     |                      |                             |                             |                             |
| 대구광역시     | 북구 갑              | 북구 을                     | 수성구 갑                   | 수성구 을                   |
| 대구광역시     | 이명규               | 서상기                      | 이한구                      | 주호영                      |
| 대구광역시     |                      |                             |                             |                             |
| 대구광역시     | 달서구 갑            | 달서구 을                   | 달서구 병                   | 달성군                      |
| 대구광역시     | 박종근               | 이해봉                      | 조원진                      | 박근혜                      |
| 대구광역시     |                      |                             |                             |                             |
| 인천광역시     | 중구·동구·옹진군     | 남구 갑                     | 남구 을                     | 연수구                      |
| 인천광역시     | 박상은               | 홍일표                      | 윤상현                      | 황우여                      |
| 인천광역시     |                      |                             |                             |                             |
| 인천광역시     | 남동구 갑            | 남동구 을                   | 부평구 갑                   | 부평구 을                   |
| 인천광역시     | 이윤성               | 조전혁                      | 조진형                      | 구본철                      |
| 인천광역시     |                      |                             |                             |                             |
| 인천광역시     | 계양구 갑            | 계양구 을                   | 서구·강화군 갑              | 서구·강화군 을              |
| 인천광역시     | 신학용               | 송영길                      | 이학재                      | 이경재                      |
| 인천광역시     |                      |                             |                             |                             |
| 광주광역시     | 동구                 | 서구 갑                     | 서구 을                     | 남구                        |
| 광주광역시     | 박주선               | 조영택                      | 김영진                      | 강운태                      |
| 광주광역시     |                      |                             |                             |                             |
| 광주광역시     | 북구 갑              | 북구 을                     | 광산구 갑                   | 광산구 을                   |
| 광주광역시     | 강기정               | 김재균                      | 김동철                      | 이용섭                      |
| 광주광역시     |                      |                             |                             |                             |
| 대전광역시     | 동구                 | 중구                        | 서구 갑                     | 서구 을                     |
| 대전광역시     | 임영호               | 권선택                      | 박병석                      | 이재선                      |
| 대전광역시     |                      |                             |                             |                             |
| 대전광역시     | 유성구               | 대덕구                      |                             |                             |
| 대전광역시     | 이상민               | 김창수                      |                             |                             |
| 대전광역시     |                      |                             |                             |                             |
| 울산광역시     | 중구                 | 남구 갑                     | 남구 을                     | 동구                        |
| 울산광역시     | 정갑윤               | 최병국                      | 김기현                      | 안효대                      |
| 울산광역시     |                      |                             |                             |                             |
| 울산광역시     | 북구                 | 울주군                      |                             |                             |
| 울산광역시     | 윤두환               | 강길부                      |                             |                             |
| 울산광역시     |                      |                             |                             |                             |
| 경기도         | 수원시 장안구        | 수원시 권선구               | 수원시 팔달구               | 수원시 영통구               |
| 경기도         | 박종희               | 정미경                      | 남경필                      | 김진표                      |
| 경기도         |                      |                             |                             |                             |
| 경기도         | 성남시 수정구        | 성남시 중원구               | 성남시 분당구 갑            | 성남시 분당구 을            |
| 경기도         | 신영수               | 신상진                      | 고흥길                      | 임태희                      |
| 경기도         |                      |                             |                             |                             |
| 경기도         | 의정부시 갑          | 의정부시 을                 | 안양시 만안구               | 안양시 동안구 갑            |
| 경기도         | 문희상               | 강성종                      | 이종걸                      | 이석현                      |
| 경기도         |                      |                             |                             |                             |
| 경기도         | 안양시 동안구 을     | 부천시 원미구 갑            | 부천시 원미구 을            | 부천시 소사구               |
| 경기도         | 심재철               | 임해규                      | 이사철                      | 차명진                      |
| 경기도         |                      |                             |                             |                             |
| 경기도         | 부천시 오정구        | 광명시 갑                   | 광명시 을                   | 평택시 갑                   |
| 경기도         | 원혜영               | 백재현                      | 전재희                      | 원유철                      |
| 경기도         |                      |                             |                             |                             |
| 경기도         | 평택시 을            | 양주시·동두천시             | 안산시 상록구 갑            | 안산시 상록구 을            |
| 경기도         | 정장선               | 김성수                      | 이화수                      | 홍장표                      |
| 경기도         |                      |                             |                             |                             |
| 경기도         | 안산시 단원구 갑     | 안산시 단원구 을            | 고양시 덕양구 갑            | 고양시 덕양구 을            |
| 경기도         | 천정배               | 박순자                      | 손범규                      | 김태원                      |
| 경기도         |                      |                             |                             |                             |
| 경기도         | 고양시 일산동구      | 고양시 일산서구             | 의왕시·과천시               | 구리시                      |
| 경기도         | 백성운               | 김영선                      | 안상수                      | 주광덕                      |
| 경기도         |                      |                             |                             |                             |
| 경기도         | 남양주시 갑          | 남양주시 을                 | 오산시                      | 화성시 갑                   |
| 경기도         | 최재성               | 박기춘                      | 안민석                      | 김성회                      |
| 경기도         |                      |                             |                             |                             |
| 경기도         | 화성시 을            | 시흥시 갑                   | 시흥시 을                   | 군포시                      |
| 경기도         | 박보환               | 백원우                      | 조정식                      | 김부겸                      |
| 경기도         |                      |                             |                             |                             |
| 경기도         | 하남시               | 파주시                      | 용인시 처인구               | 용인시 기흥구               |
| 경기도         | 문학진               | 황진하                      | 우제창                      | 박준선                      |
| 경기도         |                      |                             |                             |                             |
| 경기도         | 용인시 수지구        | 안성시                      | 김포시                      | 광주시                      |
| 경기도         | 한선교               | 김학용                      | 유정복                      | 정진섭                      |
| 경기도         |                      |                             |                             |                             |
| 경기도         | 포천시·연천군        | 이천시·여주군               | 양평군·가평군               |                             |
| 경기도         | 김영우               | 이범관                      | 정병국                      |                             |
| 경기도         |                      |                             |                             |                             |
| 강원도         | 춘천시               | 원주시                      | 강릉시                      | 동해시·삼척시               |
| 강원도         | 허천                 | 이계진                      | 최욱철                      | 최연희                      |
| 강원도         |                      |                             |                             |                             |
| 강원도         | 속초시·고성군·양양군 | 홍천군·횡성군               | 태백시·영월군·평창군·정선군 | 철원군·화천군·양구군·인제군 |
| 강원도         | 송훈석               | 황영철                      | 이광재                      | 이용삼                      |
| 강원도         |                      |                             |                             |                             |
| 충청북도       | 청주시 상당구        | 청주시 흥덕구 갑            | 청주시 흥덕구 을            | 충주시                      |
| 충청북도       | 홍재형               | 오제세                      | 노영민                      | 이시종                      |
| 충청북도       |                      |                             |                             |                             |
| 충청북도       | 제천시·단양군        | 청원군                      | 보은군·옥천군·영동군        | 증평군·진천군·괴산군·음성군 |
| 충청북도       | 송광호               | 변재일                      | 이용희                      | 김종률                      |
| 충청북도       |                      |                             |                             |                             |
| 충청남도       | 천안시 갑            | 천안시 을                   | 공주시·연기군               | 보령시·서천군               |
| 충청남도       | 양승조               | 박상돈                      | 심대평                      | 류근찬                      |
| 충청남도       |                      |                             |                             |                             |
| 충청남도       | 아산시               | 서산시·태안군               | 논산시·계룡시·금산군        | 부여군·청양군               |
| 충청남도       | 이명수               | 변웅전                      | 이인제                      | 이진삼                      |
| 충청남도       |                      |                             |                             |                             |
| 충청남도       | 홍성군·예산군        | 당진군                      |                             |                             |
| 충청남도       | 이회창               | 김낙성                      |                             |                             |
| 충청남도       |                      |                             |                             |                             |
| 전라북도       | 전주시 완산구 갑     | 전주시 완산구 을            | 전주시 덕진구               | 군산시                      |
| 전라북도       | 이무영               | 장세환                      | 김세웅                      | 강봉균                      |
| 전라북도       |                      |                             |                             |                             |
| 전라북도       | 익산시 갑            | 익산시 을                   | 정읍시                      | 남원시·순창군               |
| 전라북도       | 이춘석               | 조배숙                      | 유성엽                      | 이강래                      |
| 전라북도       |                      |                             |                             |                             |
| 전라북도       | 김제시·완주군        | 진안군·무주군·장수군·임실군 | 고창군·부안군               |                             |
| 전라북도       | 최규성               | 정세균                      | 김춘진                      |                             |
| 전라북도       |                      |                             |                             |                             |
| 전라남도       | 목포시               | 여수시 갑                   | 여수시 을                   | 순천시                      |
| 전라남도       | 박지원               | 김성곤                      | 주승용                      | 서갑원                      |
| 전라남도       |                      |                             |                             |                             |
| 전라남도       | 나주시·화순군        | 광양시                      | 담양군·곡성군·구례군        | 고흥군·보성군               |
| 전라남도       | 최인기               | 우윤근                      | 김효석                      | 박상천                      |
| 전라남도       |                      |                             |                             |                             |
| 전라남도       | 장흥군·강진군·영암군 | 해남군·완도군·진도군        | 무안군·신안군               | 함평군·영광군·장성군        |
| 전라남도       | 유선호               | 김영록                      | 이윤석                      | 이낙연                      |
| 전라남도       |                      |                             |                             |                             |
| 경상북도       | 포항시 북구          | 포항시 남구·울릉군          | 경주시                      | 김천시                      |
| 경상북도       | 이병석               | 이상득                      | 김일윤                      | 이철우                      |
| 경상북도       |                      |                             |                             |                             |
| 경상북도       | 안동시               | 구미시 갑                   | 구미시 을                   | 영주시                      |
| 경상북도       | 김광림               | 김성조                      | 김태환                      | 장윤석                      |
| 경상북도       |                      |                             |                             |                             |
| 경상북도       | 영천시               | 상주시                      | 문경시·예천군               | 경산시·청도군               |
| 경상북도       | 정희수               | 성윤환                      | 이한성                      | 최경환                      |
| 경상북도       |                      |                             |                             |                             |
| 경상북도       | 고령군·성주군·칠곡군 | 군위군·의성군·청송군        | 영양군·영덕군·봉화군·울진군 |                             |
| 경상북도       | 이인기               | 정해걸                      | 강석호                      |                             |
| 경상북도       |                      |                             |                             |                             |
| 경상남도       | 창원시 갑            | 창원시 을                   | 마산시 갑                   | 마산시 을                   |
| 경상남도       | 권경석               | 권영길                      | 이주영                      | 안홍준                      |
| 경상남도       |                      |                             |                             |                             |
| 경상남도       | 진주시 갑            | 진주시 을                   | 진해시                      | 통영시·고성군               |
| 경상남도       | 최구식               | 김재경                      | 김학송                      | 이군현                      |
| 경상남도       |                      |                             |                             |                             |
| 경상남도       | 사천시               | 김해시 갑                   | 김해시 을                   | 밀양시·창녕군               |
| 경상남도       | 강기갑               | 김정권                      | 최철국                      | 조해진                      |
| 경상남도       |                      |                             |                             |                             |
| 경상남도       | 거제시               | 양산시                      | 의령군·함안군·합천군        | 남해군·하동군               |
| 경상남도       | 윤영                 | 허범도                      | 조진래                      | 여상규                      |
| 경상남도       |                      |                             |                             |                             |
| 경상남도       | 산청군·함양군·거창군 |                             |                             |                             |
| 경상남도       | 신성범               |                             |                             |                             |
| 경상남도       |                      |                             |                             |                             |
| 제주특별자치도 | 제주시 갑            | 제주시 을                   | 서귀포시                    |                             |
| 제주특별자치도 | 강창일               | 김우남                      | 김재윤                      |                             |

### 비례대표
| #  | 한나라당 | 통합민주당 | 친박연대 | 자유선진당 | 민주노동당 | 창조한국당 |
| 1  | 강명순   | 이성남     | 양정례   | 이영애     | 곽정숙     | 이용경     |
| 2  | 임두성   | 박은수     | 서청원   | 조순형     | 홍희덕     | 이한정     |
| 3  | 배은희   | 최영희     | 김노식   | 박선영     | 이정희     |            |
| 4  | 강성천   | 송민순     | 송영선   | 김용구     |            |            |
| 5  | 이정선   | 전혜숙     | 김을동   |            |            |            |
| 6  | 김장수   | 정국교     | 정하균   |            |            |            |
| 7  | 김소남   | 전현희     | 정영희   |            |            |            |
| 8  | 정진석   | 서종표     | 노철래   |            |            |            |
| 9  | 이은재   | 신낙균     |          |            |            |            |
| 10 | 이달곤   | 최문순     |          |            |            |            |
| 11 | 김금래   | 김상희     |          |            |            |            |
| 12 | 나성린   | 김충조     |          |            |            |            |
| 13 | 조윤선   | 박선숙     |          |            |            |            |
| 14 | 조문환   | 안규백     |          |            |            |            |
| 15 | 손숙미   | 김유정     |          |            |            |            |
| 16 | 원희목   |            |          |            |            |            |
| 17 | 이애주   |            |          |            |            |            |
| 18 | 이춘식   |            |          |            |            |            |
| 19 | 정옥임   |            |          |            |            |            |
| 20 | 임동규   |            |          |            |            |            |
| 21 | 김옥이   |            |          |            |            |            |
| 22 | 이정현   |            |          |            |            |            |

## 같이 보기
- 대한민국 제18대 국회

## 참고 문헌
- 법률 제8879호 공직선거법 (2008년 2월 29일)
- 중앙선거관리위원회 18대 총선 보관됨 2011-10-17 - 웨이백 머신
- 2008년 총선 현황
- 『제18대 국회의원선거총람 : 2008.4.9 시행』(중앙선거관리위원회 선거상황팀 2008)